# Якби (роман)
 «Якби»  — роман української письменниці Ірен Роздобудько. Це історія про майже магічне слово, яке люди постійно повторюють у прагненні щось змінити у своєму минулому. Проте життя не знає умовностей, а людське «якби» не вміє впливати на минуле чи майбутнє.

## Характеристика
- Жанр: Сучасна проза, Художня література, Любовний роман, Психологічний

- Мова: українська

- Видавництво:  Клуб сімейного дозвілля

- Рік: 2012

- Кількість сторінок: 256

## Анотація
Якби можна було повернутися в минуле і щось змінити — хто про таке не мріяв?
Навіть успішній журналістці й начебто щасливій дружині Ніці є що виправити. Є дівчинка з понівеченою психікою, є хлопчик, для якого життя скінчилося зарано. То вона сама — Ніка, що й досі затинається, — і її друг, загиблий в автокатастрофі. Щоб зустрітися з ними, не треба вигадувати машину часу — досить просто увійти до свого старого під`їзду...
Ні, вона не з`їхала з глузду, то лікар порадив: вона ж хоче працювати на телебаченні! Чи чого вона насправді хоче? Урятувати товариша своїх дитячих ігор? Або у 80-х, у добу дефіциту, стати в чергу за справжнім коханням? 

## Сюжет
Сюжет книги розгортається довкола головної героїні Вероніки Івченко, яка успішна у журналістській кар’єрі, сімейному житті та перебуває за крок до тріумфу на телебаченні. Однак задля того, аби піти далі, їй необхідно повернутися назад. Бо в процесі боротьби з дитячим дефектом (затинанням), вона пробує зазирнути у непросте дитинство й зустрітися віч-на-віч із страхом, який спричинив мовну ваду.
| «Якби можна повернутися у минуле, скільки всього виправив би», – не раз проговорюємо. |
І от Вероніці дано такий шанс. Вона повертається на тридцять років назад, опиняється у радянській добі, бачить себе дитиною, оцінює своє життя дорослими очима і намагається виправити усі «якби». Ірен Роздобудько, дедалі фантазуючи над стилями та формами подачі своїх творів, цього разу пропонує читачеві 13-ть днів життя героїні у її нинішньому та минулому світах. До речі, письменниця так захопилася, що не помітила, як і в цьому романі використала цілий абзац про попадання митцем у «больову точку» читача, який уже писала у романі «Я знаю, що ти знаєш, що я знаю»…
| «Якби вони не розлучилися», – не раз думала Ніка про батьків, але коли придивилися до їх сімейного життя, дізналася правду, зрозуміла, що цей факт неминучий у її долі. |
| «Якби найкращий друг дитинства Ярик не загинув» |
Мріяла і спробувала виправити це велике нещастя. Але її рятівний вчинок однаково не увінчався успіхом.
| «Якби всі вони, – вказала на велетенські портрети (з Леніним, Сталіним, Хрущовим тощо), – одразу знали, що коли-небудь усе ж таки доведеться відповідати, у них би не було таких задоволених пик» |
Роздумувала над життям усієї країни. Але не треба й застійних 1980-х, аби здогадатися, чи роздумують наші чиновники над отим «якби». Озирнімося лишень довкола…
| «Сумно, що через стільки років люди живуть так само» |
Пише Ірен Роздобудько, чим доводить: її роман – не стільки про «машину часу», «дитячі страхи», як про реальність, яка, через людську бездіяльність, залишається незмінною протягом десятиліть. Про «амнезоване населення», яке жило «з п’ятаком у кишені, думаючи, що володіє світом», і про те, що «теперішній анабіоз – результат цих дій». І все тому, що «жодні часи не мають влади над тією вдачею, з якою ти приходиш в цей світ».
Проте, на прикладі Ніки, письменниця зачіпає й «інший бік медалі», коли за бажання дещо надважливе виправити таки можливо. Бо якщо героїня роману не змогла вплинути на долі інших, то свою скорегувати таки зуміла. Коли вдруге зустріла людину, яку до цього не вважала особливою, відчуває, що відшукала справжню любов. А якби вона не повернулася у минуле? Просто «ми звикли, що вихід – завжди попереду». Але, «не відступивши – не увійдеш». Чи не тому «можна прожити все життя і жодного разу не зіткнутися з дивом. Можна пройти повз. А можна піти назустріч». Письменниця закликає читачів бути пильними до свого життя, своєї душі, радить «не боятися жити. А якщо буде надто тяжко – навчитися жити «не тут». А це означає – мріяти, вірити і любити».
Якщо на перший погляд «Якби» видається жіночим містичним, про подорож у часі, чи то пак «ефект метелика» чтивом, то насправді він – серйозний психологічно-реалістичний роман. Бо щоб зустрітися з минулим, надихнутися на майбутнє, спромогтися оцінити його переваги та діяти, не треба вигадувати «машину часу» – досить просто увійти до старого під`їзду, квартири, країни… Тож, зрозуміло, що це корисно робити не лише жінкам…